# 37646 Falconscott
37646 Falconscott è un asteroide della fascia principale. Scoperto nel 1994, presenta un'orbita caratterizzata da un semiasse maggiore pari a 2,4848948 UA e da un'eccentricità di 0,2301942, inclinata di 10,22812° rispetto all'eclittica.